# Apamée (Assyrie)
Pour les articles homonymes, voir Apamée (homonymie).
Apamée est une ancienne cité hellénistique décrite par Pline l'Ancien. Elle se situait en Sittacène, et était entourée par le Tigre et l'Euphrate. Son emplacement précis est actuellement inconnu.
Elle a reçu le nom « Apamée » de la mère d'Antiochos Ier, le premier roi des Séleucides ; Strabon l'affirme à sa fondation . (Pline l'Ancien ajoute : haec dividitur Archoo, comme si un courant coulait à travers la ville). Jean-Baptiste Bourguignon d'Anville suppose qu'Apamée était au point où la Dijeil, maintenant à sec, dérivait du Tigre.
D'Anville place aussi la bifurcation près de Samarra, et il y situe Apamée. Mais Lynch montre que la Dijeil bifurque près Jibbarah, à peu près vers 34° de latitude nord. Il suppose que la Dijeil, une fois balayée, met fin à la paroi médiane et coulait entre elle et Jibbarah.
Il est donc possible qu'Apamée se soit trouvée quelque part à cet endroit, car ce point de bifurcation du Tigre se trouve à un degré de latitude au nord de Séleucie, et si l'on mesure le cours du fleuve, il ne sera probablement pas très éloigné de la distance qu’indique Pline l’Ancien.

## Source
- (en) Cet article est partiellement ou en totalité issu de l’article de Wikipédia en anglais intitulé « Apamea (Sittacene) » (voir la liste des auteurs).